# نادي الطرة
نادي الطرة هو أحد أندية كرة القدم الأردنية، لعب في دوري الدرجة الأولى الأردني، وقد صعد إلى الدوري الممتاز الأردني موسم 1998/1997، كما وصل لنصف نهائي كأس الأردن في نفس الموسم ولكنه خسر أمام الفيصلي في تلك المباراة. تأسس النادي عام 1979 م في مدينة الطرة شمال الأردن. يقوم النادي بنشاطات رياضية وثقافية واجتماعية. ويُذكر أنّ فريق النادي صعد لدوري الدرجة الأولى الأردني لكرة القدم لأول مرة عام 1985.

## الرؤساء
| رؤساء نادي الطرة | رؤساء نادي الطرة | رؤساء نادي الطرة | رؤساء نادي الطرة | رؤساء نادي الطرة | رؤساء نادي الطرة | رؤساء نادي الطرة | رؤساء نادي الطرة | رؤساء نادي الطرة | رؤساء نادي الطرة | رؤساء نادي الطرة | رؤساء نادي الطرة | رؤساء نادي الطرة | رؤساء نادي الطرة |
| ---------------- | ---------------- | ---------------- | ---------------- | ---------------- | ---------------- | ---------------- | ---------------- | ---------------- | ---------------- | ---------------- | ---------------- | ---------------- | ---------------- |

| رقم                       | الرئيس                         | المدة                     | الإنجاز                                                    |
| ------------------------- | ------------------------------ | ------------------------- | ---------------------------------------------------------- |
| 1                         | طه بادي حجازي***               | 1979-1981                 |                                                            |
| 2                         | قسيم دوجان الجنايدة            | 1981-1981                 |                                                            |
| 3                         | طه عوض البركات الدرابسة        | 1981-1983                 |                                                            |
| 4                         | سلطي رضوان حجازي**             | 1983-1985 /1985-1987      | - الصعود إلى دوري الدرجة الأولى                            |
| 5                         | محمود راشد البركات الدرابسة    | 1987-1989                 |                                                            |
| 6                         | علي ساري الدرابسة***           | 1989-1990                 |                                                            |
| 7                         | طه عوض البركات الدرابسة*       | نهاية 1990-1990           |                                                            |
| 8                         | شاهر حسن حجازي                 | 1990-1992/1992-1994 نهاية |                                                            |
| 9                         | علي بركات الرشيدات الدرابسة    | 1994-1996                 |                                                            |
| 10                        | أنور حسن فردوس                 | 1996-1998                 | - الصعود إلى الدوري الممتاز - الوصول لنصف نهائي كأس الأردن |
| 11                        | ماجد قاسم الدرابسة             | 1998-2000                 |                                                            |
| 12                        | قاسم عبد العزيز الدرابسة       | 2000-2002                 |                                                            |
| 13                        | منذر عقلة الجنيدي              | 2002-2004                 |                                                            |
| 14                        | أحمد عبد الله الدرابسة***      | 2004-2005                 |                                                            |
| 15                        | سلطان قسيم الجنايدة            | 2005-2006                 |                                                            |
| 16                        | منذر عقلة الجنيدي*             | 2006-2008                 |                                                            |
| 17                        | نعيم عبد القادر الدرابسة       | 2008-2010                 |                                                            |
| 18                        | فايز عطا الله الدرابسة         | 2010-2013                 |                                                            |
| 19                        | أحمد محمد مهاوش الدرابسة       | 2013-2015                 |                                                            |
| 20                        | فرحان سلطان إرشيدات الدرابسة   | 2015-2017                 |                                                            |
| 21                        | حكم عرب الدرابسة               | 2017-إلى الآن             |                                                            |
| *تولى الرئاسة أكثر من مرة | **تولى الرئاسة مرتين متتاليتين | ***لم يكمل المدة          |                                                            |

## لاعبون بارزون في مسيرة النادي
| 1  | عطالله محمد الحناوي    | حارس  |
|    | عبدالغفار اللحام       | دفاع  |
|    | علي خليل               | دفاع  |
|    | فرح قاسم الشبول        | دفاع  |
| 4  | عمر سليمان العسولي     | دفاع  |
| 2  | وليد محمد الحناوي      | دفاع  |
|    | علي زيد الحناوي        | وسط   |
|    | فراس الشياب            | وسط   |
| 6  | هيان عبد العزيز الشيوخ | وسط   |
|    | هشام مفضي              | وسط   |
|    | أمجد عقلة الدرابسة     | مدافع |
|    | محمد محمود             | وسط   |
|    | محمد السويركي          | وسط   |
|    | منير محسن              | وسط   |
|    | صبحي البدارنة          | وسط   |
| 8  | وليد صالح الجنايده     | وسط   |
|    | عادل أبو هضيب          | هجوم  |
|    | خالد قويدر             | هجوم  |
|    | مالك درابسة            | هجوم  |
|    | معاذ الشياب            | هجوم  |
| 9  | محمد إبراهيم الشقران   | هجوم  |
| 10 | طارق إبراهيم الشياب    | هجوم  |
|    | علي قدورة              |       |